# Italská futsalová reprezentace
Italská futsalová reprezentace reprezentuje Itálii na mezinárodních turnajích jako jsou mistrovství světa a mistrovství Evropy. Funguje pod záštitou asociace Federazione Italiana Giuoco Calcio (FICC). První mezinárodní zápas odehrála v roce 1974. V březnu 2018 jí patřilo ve světovém žebříčku 7. místo. Dvakrát získala titul mistra Evropy, v roce 2004 byla ve finále mistrovství světa.